# Visitor Q
Visitor Q (ビジターＱ,Bijitā Kyū o Bijitâ Q), és una controvertida pel·lícula japonesa dirigida per Takashi Miike el 2001.

## Format
Va ser la sisena i última part de la sèrie Cinema d'Amor. Editades directament en vídeo per cineastes independents després d'una breu però exclusiva exhibició al petit cinema Shimokitazawa a Tòquio. Les sis pel·lícules van ser concebudes com a proves per explorar els beneficis que ofereix el Vídeo Digital de baix pressupost, tals com la major mobilitat de la pel·lícula i les condicions de baixa il·luminació a la disposició dels cineastes. Visitor Q sovint reprodueix l'estil documental d'imatges i pel·lícules casolanes, per la qual cosa evoca un sentit de realisme que contradiu l'humor negre i els elements més estranys de la pel·lícula.

## Argument
Un reporter televisiu que va entrar en el núvol de l'oblit tan bon punt va ser atacat pels joves d'una banda (els quals el van violar amb un micròfon i van gravar tota l'escena amb una càmera), tracta de realitzar un documental sobre la violència juvenil i el sexe. Per a això manté relacions sexuals amb la seva pròpia filla i observa al seu propi fill mentre és humiliat per tres companys de col·legi. A casa seva el panorama és poc encoratjador, amb una dona addicta a les drogues i que és habitualment copejada pel fill. En aquest marc abjecte apareix un estrany, anomenat Q, el qual s'integra a la família com si fos un visitant de pas. Tot i així, Q interactua amb tots els membres de la família provocant forts canvis en els individus. Per exemple: aconsegueix que el pare s'interessi per la necrofília (i la practiqui en un hivernacle).
Visitor Q planteja, a través d'algunes reminiscències de Teorema (1968) o Salò o le 120 giornate di Sodoma (1975), ambdues pel·lícules de Pier Paolo Pasolini, i també del cinema trash de John Waters, un retrat feroç no solament de la família japonesa sinó també de la seva societat. No hi ha fets objectius o puntuals que justifiquin la pel·lícula, només allò que és escatològic, l'extrem i el surrealisme grotesc que presideixen gairebé totes les pel·lícules de Takashi Miike. Tal com les velles pel·lícules de Pasolini, Miike no ens mostra la seva història amb subtileses, sinó a crits i amb violència.

## Repartiment
- Kenichi Endo com Kiyoshi Yamazaki, el pare
- Shungicu Uchida com Keiko Yamazaki, la mare
- Fujiko com Miki Yamazaki, la filla
- Juny Mutō com Takuya Yamazaki, el fill
- Kazushi Watanabe com el visitant
- Shōko Nakahara com Asako Murata.[1]